# 杜伯曼堡
杜伯曼堡是西非國家利比里亞西北部的城市，也是伯米縣的首府，位於首都蒙羅維亞以北62公里，曾是礦石和鑽石的開採中心，在利比里亞內戰期間受到嚴重的破壞，2008年人口估計13,144。
以该国第19任总统威廉·杜伯曼（William Tubman）命名。